# Irrational Games
Ghost Story Games (anteriormente conocida como Irrational Games/2K Boston/2K Australia) es una empresa creadora y desarrolladora de videojuegos fundada en 1997 por tres antiguos miembros de Looking Glass Studios: Ken Levine, Jonathan Chey, y Robert Fermier. El 9 de enero de 2006, Take-Two Interactive hizo pública la adquisición de Irrational, así como la futura distribución de sus juegos bajo el sello 2K Games. En 2017, Irrational Games pasa a llamarse Ghost Story Games.
2K Boston/2K Australia tiene dos estudios, uno en Quincy, Massachusetts, EUA en las afueras de Boston y el otro en Canberra, Australia. Tiene también otro estudio en California llamado 2K Marin.
En febrero de 2014, Ken Levine anunció el cierre de Irrational. Según él, los empleados despedidos serían reposicionados por 2K Games y Ken Levine fundaría su propia empresa de unos 15 empleados. No obstante, se especificó que el cierre de Irrational Games era temporal y el 24 de noviembre de 2014 Irrational abrió sus puertas con Ken Levine a la cabeza de nuevo. En 2017 pasó a llamarse Ghost Story Games.

## Historia
- 1997 – Se crea el estudio en Boston por los antiguos empleados de Looking Glass Studios: Ken Levine, Jonathan Chey, y Robert Fermier.
- 1999 – System Shock 2 sale a la venta con excelentes críticas.
- 2000 – Abre Irrational Canberra, con Jonathan Chey a la cabeza. Deep Cover es cancelado.
- 2002 – Disputas legales con Crave Entertainment provocan la detención en el desarrollo de The Lost.
- 2004 – Los diseñadores de Irrational Ed Orman y Dean Tate reciben el premio al "Mejor Diseño" en los Australian Game Developer Awards, mientras que Irrational es galardonada en las categorías de "Mejor juego de 2004" y "Mejor juego de PC".
- 2005 – El estudio situado en Boston se traslada a Quincy, Massachusetts. El estudio conserva el nombre "Irrational Games Boston".
- 2006 – Irrational es adquirida por Take-Two Interactive, bajo su división 2K Games.  Archivado el 27 de septiembre de 2007 en Wayback Machine..
- 2007 – Irrational Games es rebautizada como 2K Boston/2K Australia.[2] BioShock sale a la venta el 21 de agosto, convirtiéndose en un éxito de ventas y crítica.
- 2010 – La compañía, aprovechando el anuncio de BioShock Infinite, recupera su anterior nombre: Irrational Games.
- 2014 - Irrational Games cierra y Ken Levine monta su propio estudio con 15 personas.

Poco después de la salida al mercado de BioShock, comenzaron a circular rumores de que el equipo responsable del título decidía abandonar el estudio 2K Boston/2K Australia. Los rumores apuntaban a que 2K Games les estaba permitiendo fundar un nuevo estudio, probablemente situado en Novato (California). Estos rumores fueron confirmados poco después con el anuncio de la apertura de 2K Marin en Novato, California.
- 2017 – Irrational Games pasa a ser Ghost Story Games

## Juegos
- System Shock 2, con ayuda de Looking Glass.
- Deep Cover, con ayuda de Looking Glass (cancelado)
- The Lost (cancelado tras el codesarrollo con FXLabs Studios)
- Freedom Force
- Tribes: Vengeance
- Freedom Force vs The 3rd Reich
- SWAT 4
- SWAT 4: The Stetchkov Syndicate
- BioShock
- BioShock 2
- BioShock Infinite